# Autoorganització

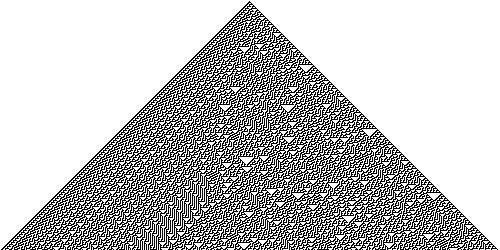
Autòmat cel·lular generant mediant la "regla 30", de Stephen Wolfram

L'autoorganització és un procés en el qual l'organització interna d'un sistema, generalment obert, augmenta de complexitat sense ser guiat per cap agent extern. Segons la teoria, els sistemes complexos autoorganitzats podrien tenir propietats emergents que no es poden deduir de les propietats dels components.
L'autoorganització és objecte d'estudi interdisciplinar, car és una propietat característica dels sistemes complexos, ja siguen aquests matemàtics, físics, químics, biològics, socials o econòmics.

## Història
Els antics atomistes van creure, ja que, donades unes condicions espacials i temporals suficients, l'autoorganització de la matèria havia aparegut com un producte natural necessari. Aristòtil va afegir les causalitats formal i final; per a explicar les formes en les quals recurrentment s'organitza la matèria en el món natural. La introducció d'una intel·ligència divina a partir de l'escolàstica per a adonar de les formes naturals va fer pràcticament desaparèixer a les teories de cort immanentista fins al segle xix. La Naturphilosophie, partint de certs passatges de la Crítica del Juí de Kant va tornar a parlar de les "lleis universals de la forma". Les seues idees van caure en desús fins a les albors del segle xx, amb l'obra de D'Arcy Wentworth Thompson.
El terme "autoorganització" va ser introduït per primera vegada per Immanuel Kant en la Crítica del judici i recuperada en 1947 per part del psiquiatre i enginyer William Ross Ashby. El concepte va ser prompte utilitzat pels cibernetistes Heinz von Foerster, Gordon Pask, Stafford Beer i el mateix Norbert Wiener, en la segona edició de la seua "Cybernetics: or Control and Communication in the Animal and the Machine" (MIT Press 1961). El concepte de "acte-organització" va ser adoptat per tots aquells associats a la teoria de sistemes en la dècada de 1960, però no es va convertir en un lloc científic comú fins a la seua adopció per part dels físics i, en general, dels investigadors de sistemes complexos en les dècades dels setanta i vuitanta.

## Exemples d'autoorganització

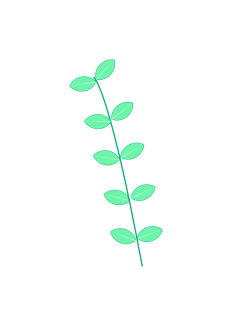
Filotaxis de fulles oposades

Des del treball de Turing, la filotaxis s'ha convertit en un exemple clàssic de patró resultant d'un procés autoorganizatiu. L'autoorganització en política parteix d'una base de llibertat individual i associació voluntària, permetent la interacció directa i sense regulacions de les relacions humanes. Un exemple és l'anarquisme (vegeu: anarquia, laissez faire, llibertat negativa), el qual cerca que les persones obtinguen poder directe sobre la seua vida i l'absència de govern obligatori o planificació central.
Sosté que els éssers individuals i col·lectius de forma autònoma, és a dir desenvolupant pel seu propi compte (directament) el seu potencial de determinació, associació, etc., manquen de la necessitat de factors d'adreça externa (ex. ordre espontani).